# Frederick W. Lanchester

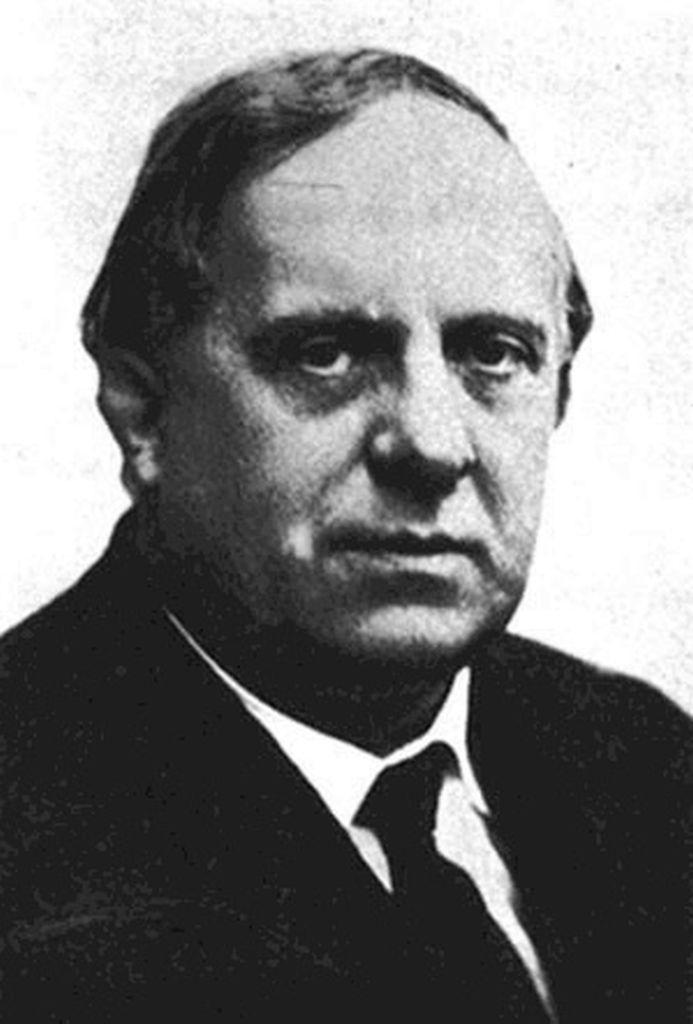
Frederick W. Lanchester

Frederick William Lanchester (* 23. Oktober 1868 in Lewisham; † 8. März 1946 in Birmingham) war ein auf vielen Gebieten tätiger Forscher, Ingenieur und Unternehmer. Er leistete bedeutende Beiträge zur Automobiltechnik, Luftfahrt und Militärtaktik.

## Biografie
Sein Vater war Architekt, seine Mutter Lehrerin, und Lanchester war das vierte von acht Kindern. Er studierte Ingenieurwesen, ohne jedoch einen formalen Abschluss zu erlangen. 1888 trat er eine Anstellung in einem Patentamt an, wechselte später zur Forward Gas Engine Company of Saltley. Hier veröffentlichte er erste Patente, so zur Steuerung von Gasturbinen.
Ab 1893 widmete sich Lanchester der Entwicklung des Automobils, ein 1898 präsentiertes Fahrzeug wurde auf der Automobilausstellung in Richmond mit der Goldmedaille ausgezeichnet. Dieses Fahrzeug wurde später als Gold Metal Phaeton bezeichnet. 1899 gründete Lanchester gemeinsam mit seinem Bruder die Lanchester Engine Company. Die Firma ging 1904 in Konkurs und wurde im gleichen Jahr als The Lanchester Motor Company neu gegründet. Dieses Unternehmen wurde 1931 vom Konkurrenten Birmingham Small Arms Company unter der Marke Daimler Motor Company übernommen.
Während des Ersten Weltkriegs beschäftigte sich Lanchester mit theoretischen Überlegungen zur Gefechtsführung und versuchte Gefechtsverläufe mathematisch zu beschreiben. Seine Überlegungen führten zu dem nach ihm benannten Gesetz (Lanchester’s Law). Anhand von Feuerkraft und Anzahl der Einheiten lassen sich damit für spezielle Gefechte, wie zum Beispiel Artillerieduelle, Aussagen über die Verluste auf beiden Seiten ableiten.
Seine 1919 mit Dorothea Cooper geschlossene Ehe blieb kinderlos. Mit der Gründung der Lanchester Laboratories widmete sich Lanchester ab 1925 ganz der Forschung und deren Vermarktung. Letzteres erwies sich in den Jahren der Wirtschaftsdepression als schwierig. Mit angeschlagener Gesundheit musste sich Lanchester 1934 aus seinen Geschäften zurückziehen und starb verarmt am 8. März 1946. 1945 war er noch mit der James-Watt-Medaille ausgezeichnet worden.

## Leistungen
Lanchester zählt zu den bedeutenden Pionieren in der britischen Automobiltechnik. Unter anderem entwickelte er oder setzte als erstes ein: Stahlspeichenräder, Öldruckgleitlager, Vierradantrieb, Kolbenringe, Saugrohreinspritzung, Scheibenbremse, Turbolader.
Darüber hinaus beschäftigte sich Lanchester seit 1892 mit Überlegungen zur motorgetriebenen Luftfahrt. Eine hierüber 1897 bei der Physical Society of London eingereichte Ausarbeitung war ihrer Zeit weit voraus und wurde zurückgewiesen. Er veröffentlichte 1907 die erste realistische Beschreibung der Auftriebskräfte am Fluggerät und entwickelte einen Vorläufer des Winglet. Aber auch hier blieb ihm die Anerkennung bis nach seinem Tod versagt.
Das Gesetz von Lanchester fand seine Bestätigung im U-Boot-Krieg des Zweiten Weltkriegs. Es ist darüber hinaus anwendbar unter anderem für Computerspiele, im Marketing und in der Virologie. Das Institute for Operations Research and the Management Sciences vergibt jährlich den Frederick W. Lanchester Prize. Darüber hinaus trägt die Lanchester Bay in der Antarktis seinen Namen.

## Werke
- Aerodynamics, constituting the first volume of a complete work on aerial flight. Constable and Company Limited, London 1907. Deutsche Ausgabe: Aerodynamik. Ein Gesamtwerk über das Fliegen. B. G. Teubner, Leipzig und Berlin 1909.
- Aircraft in Warfare – The Dawn of the Fourth Arm. Constable and Company Limited, London 1916.